# کوه هیری
کوه هیری (به لاتین: Mount Hiri) یک کوه در اندونزی است که در North Maluku, Indonesia واقع شده‌است. کوه هیری ۶۳۰ متر بالاتر از سطح دریا واقع شده‌است.